# Stadion Szipka w Asenowgradzie
Stadion Szipka (bułg. Стадион Шипка) – stadion piłkarski w Asenowgradzie, na którym swoje mecze rozgrywa zespół FK Asenowec. Obiekt może pomieścić 10 000 widzów.